# Yucca endlichiana
Yucca endlichiana Trel. es una especie de planta fanerógama perteneciente a la familia Asparagaceae.

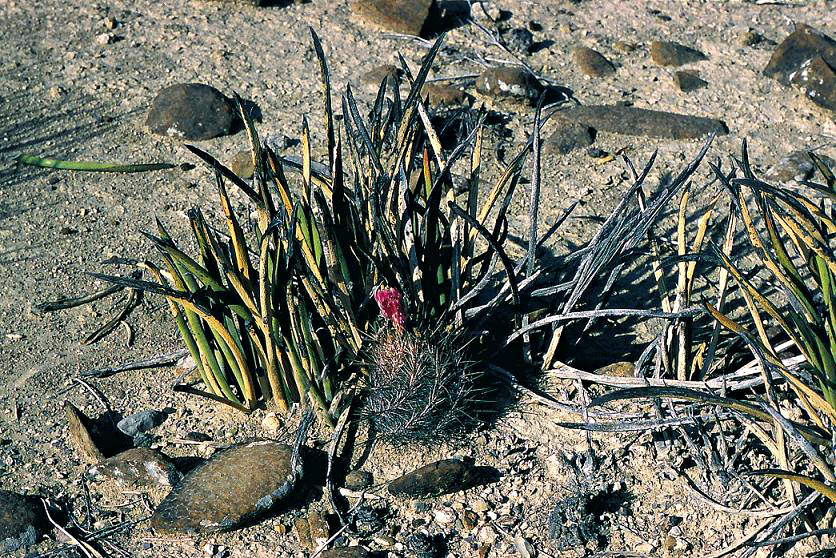
Vista de la planta

## Distribución
Es nativa del estado mexicano de Coahuila. La planta es acaulescente con flores de color blanco cremoso a purpúreo.

## Taxonomía
Yucca endlichiana fue descrita por William Trelease y publicado en Annual Report of the Missouri Botanical Garden 18: 229–230, t. 15–17. 1907.
Etimología
Yucca: nombre genérico que fue nombrado por Carlos Linneo y que deriva por error de la palabra taína: yuca (escrita con una sola "c").
endlichiana: epíteto otorgado en honor del recolector de plantas Rudolph Endlich.
Sinonimia
- Sarcoyucca endlichiana (Trel.) Linding.[6][7]